# Axinella profunda
Axinella profunda är en svampdjursart som beskrevs av Ridley och Arthur Dendy 1886. Axinella profunda ingår i släktet Axinella och familjen Axinellidae.
Artens utbredningsområde är havet kring Japan. Utöver nominatformen finns också underarten A. p. kurushima.